# Ingotia bakusi
Ingotia bakusi är en korallart som beskrevs av Philip Alderslade 200. Ingotia bakusi ingår i släktet Ingotia och familjen Xeniidae. Inga underarter finns listade i Catalogue of Life.